# Odette - agent S 23
Odette - agent S 23 (engelska: Odette) är en brittisk spionfilm från 1950 i regi av Herbert Wilcox.
Filmen bygger på Jerrard Tickells biografi Odette: The Story of a British Agent.

## Handling
Franskfödda Odette Hallowes ansluter till Special Operations Executive under andra världskriget och skickas som agent till Frankrike.

## Rollista i urval
- Anna Neagle - Odette Hallowes
- Trevor Howard - kapten Peter Churchill
- Marius Goring - överste Henri
- Peter Ustinov - "Arnaud"
- Bernard Lee - Jack
- Maurice Buckmaster - sig själv
- Alfred Schieske - lägerkommendanten
- Fritz Wendhausen - överste